# パンアメリカン航空214便墜落事故
パンアメリカン航空214便墜落事故（パンアメリカンこうくう214びんついらくじこ、Pan Am Flight 214 ）は、1963年にアメリカ合衆国で発生した墜落事故であり、乗員乗客81名が死亡した。
「飛行中の航空機に落雷があっても大きな損害は生じない」とする通説に反し、落雷によって墜落したとされる。

## 事故の概要
1963年12月8日、パンアメリカン航空（パンナム）214便は、プエルトリコ・サンフアン発、メリーランド州ボルチモアを経由し、ペンシルベニア州フィラデルフィアに至る運航を予定しており、使用機材はボーイング707-121（機体記号N709PA, 1958年製造）であった。ボルチモアを午後8時24分（アメリカ東部標準時）に離陸した214便は、フィラデルフィアの航空管制官からフィラデルフィア国際空港の強風が収まるまで空中で待機するように指示された。時折霰か雨混じり、雷が地上に落ちる悪天候のなか、自家用小型機を含む旅客機など5機とともに、高度5,000フィートの空中待機コースを飛行していた。
214便は、午後8時58分に落雷を受け非常事態宣言を発し操縦不能を宣言したが、この通信を最後に午後8時59分メリーランド州エルクトン にあるトウモロコシ畑へ火焔につつまれたまま墜落した。この事故で乗員8名、乗客73名のあわせて81名が犠牲になった。

## 事故原因

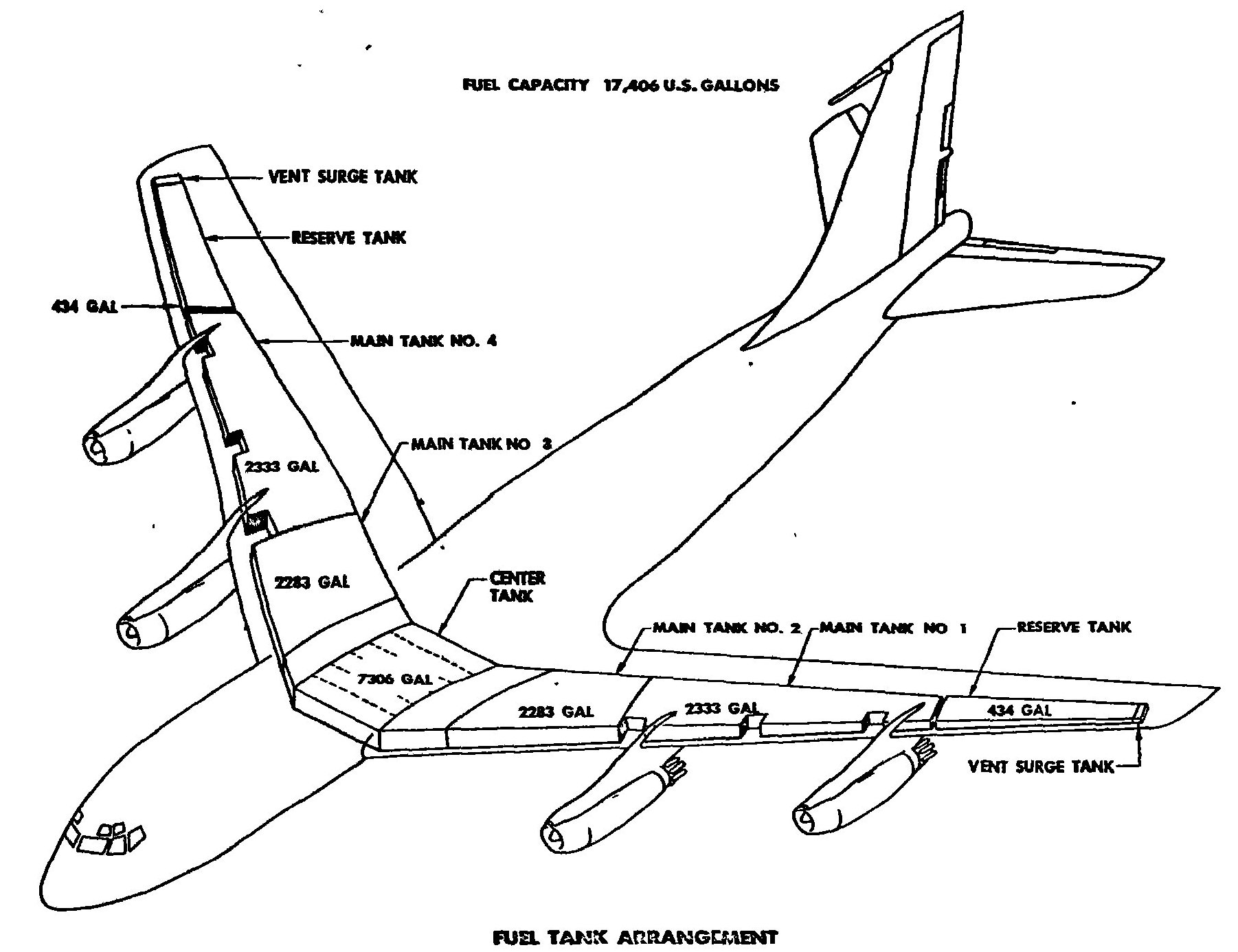
事故機の燃料タンクの位置を示した図

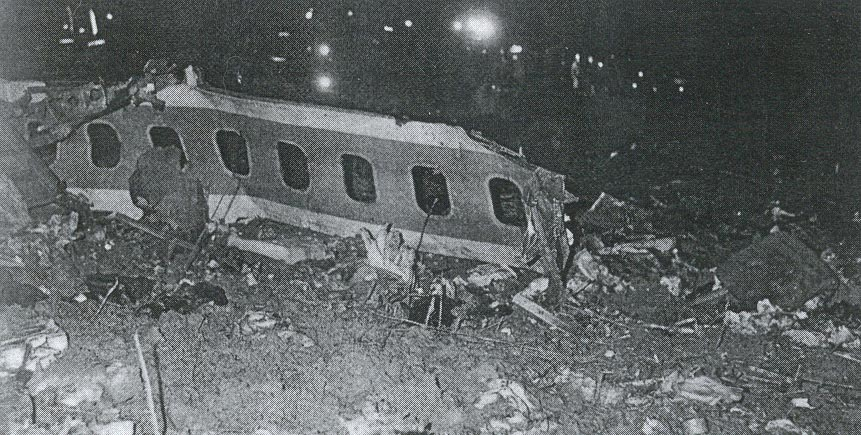
事故機の残骸

地上と空中の目撃証言、事故機の残骸検証などから事故原因を「落雷を受けた際、左翼燃料タンク(No.1燃料タンク)の空気孔からもれて気化した燃料に高電圧がかかったことにより、引火爆発、左翼端が失われると共に、燃料タンク内の燃料に引火して火災となり、墜落に至ったもの」と推定した。

雷が放電索へ誘導されず発火した原因について、2機の準同型機（アメリカ空軍所属の707-100型機と、パンアメリカン航空保有の707-139型機を借上げ）で検証を行ったが、メカニズムは充分に解明できず、ストリーマ現象が発生したのではないかと推定された。

## 事故対策
事故直後、アメリカ連邦航空局（FAA）はアメリカ国内で登録されている民間ジェット旅客機に対して、放電装置の増設設置を勧告する耐空性改善通報を発行し、各航空会社はそれを実施した。

## そのほか
ギネス世界記録に「最悪の犠牲者を出した落雷」としてこの事故が掲載されている。

## 同様の事故
- トランスワールド航空891便墜落事故（英語版）
- イラン帝国空軍輸送機墜落事故